# Parafia Najświętszego Serca Pana Jezusa w Herbach
Parafia Najświętszego Serca Pana Jezusa w Herbach – parafia rzymskokatolicka, należy do diecezji gliwickiej (dekanat Sadów).
Parafia obejmuje miejscowość Herby, w Zakładzie Karnym w Herbach znajduje się podległa parafii kaplica św. Maksymiliana Kolbego.